# 喬納森·卡里爾
莊拿芬·卡里爾·列基路（Jonathan Carril Regueiro，1984年2月28日—），生於西班牙博凱洪，西班牙足球運動員，司職中鋒，出身巴塞隆拿青訓系統與恩尼斯達在15至18歲青年軍同期受訓。

## 球員生涯
卡里爾生於西班牙拉科魯尼亞省的博凱洪，於2001至2002間在巴塞隆拿當學徒球員與西班牙球星恩尼斯達在15至18歲青年軍同期受訓，於2009年夏季轉到奧地利發展效力甲組球會列特，在2010年3月13日奧甲第27輪主場以3–0擊敗馬特斯堡的賽事取得首個聯賽入球，於2010年6月轉會到另一支奧地利球隊格羅迪格，卡里爾在2012年夏季加盟並於2012年9月3日傑志以3–0擊敗晨曦的聯賽首次上陣即梅開二度，於2013年10月外借到南區並多場賽事取得奠勝入球，包括以1–0絕殺橫濱FC香港及天行元朗的聯賽和以2–1擊敗晨曦的高級組銀牌8強賽事。直到2015年6月重返香港超級聯賽升班馬冠忠南區，於2016年1月10日以6–3大勝夢想駿其的聯賽取得回歸後的首個入球。在2016年5月4日奪得冠忠南區4月份最佳球員。

## 個人生活
卡里爾的弟弟伊雲卡里爾亦是一名職業足球運動員，兩兄弟曾在巴塞隆拿青訓系統待上一段短時間。

## 榮譽
個人
- 冠忠南區 4月份最佳球員（2015–16季度）

## 外部連結
- BDFutbol profile（页面存档备份，存于）
- Futbolme profile（页面存档备份，存于） （西班牙文）
- Stats at Fussballdaten （德文）
- Transfermarkt profile （德文）
- 香港足總網頁球員註冊資料（页面存档备份，存于）